# Létanne
Létanne és un municipi francès situat al departament de les Ardenes i a la regió del Gran Est. L'any 2007 tenia 119 habitants.

## Demografia

### Població
El 2007 la població de fet de Létanne era de 119 persones. Hi havia 44 famílies de les quals 12 eren unipersonals (12 dones vivint soles i 12 dones vivint soles), 12 parelles sense fills i 20 parelles amb fills.
La població ha evolucionat segons el següent gràfic:
Habitants censats

### Habitatges
El 2007 hi havia 52 habitatges, 46 eren l'habitatge principal de la família, 5 eren segones residències i 1 estava desocupat. Tots els 51 habitatges eren cases. Dels 46 habitatges principals, 40 estaven ocupats pels seus propietaris, 4 estaven llogats i ocupats pels llogaters i 2 estaven cedits a títol gratuït; 1 tenia dues cambres, 5 en tenien tres, 2 en tenien quatre i 37 en tenien cinc o més. 32 habitatges disposaven pel capbaix d'una plaça de pàrquing. A 18 habitatges hi havia un automòbil i a 19 n'hi havia dos o més.

### Piràmide de població
La piràmide de població per edats i sexe el 2009 era:
| Homes | Edats   | Dones |
| ----- | ------- | ----- |
| 0     | 95 o +  | 0     |
| 0     | 90 a 94 | 0     |
| 0     | 85 a 89 | 0     |
| 0     | 80 a 84 | 4     |
| 0     | 75 a 79 | 4     |
| 8     | 70 a 74 | 0     |
| 0     | 65 a 69 | 4     |
| 4     | 60 a 64 | 0     |
| 0     | 55 a 59 | 0     |
| 0     | 50 a 54 | 0     |
| 0     | 45 a 49 | 0     |
| 12    | 40 a 44 | 4     |
| 0     | 35 a 39 | 4     |
| 4     | 30 a 34 | 4     |
| 4     | 25 a 29 | 0     |
| 0     | 20 a 24 | 0     |
| 8     | 15 a 19 | 0     |
| 0     | 10 a 14 | 8     |
| 4     | 5 a 9   | 0     |
| 0     | 0 a 4   | 4     |

## Economia
El 2007 la població en edat de treballar era de 70 persones, 44 eren actives i 26 eren inactives. De les 44 persones actives 39 estaven ocupades (27 homes i 12 dones) i 5 estaven aturades (2 homes i 3 dones). De les 26 persones inactives 7 estaven jubilades, 8 estaven estudiant i 11 estaven classificades com a «altres inactius».
Activitats econòmiques
Dels 2 establiments que hi havia el 2007, 1 era d'una empresa de transport i 1 d'una empresa d'hostatgeria i restauració.
L'any 2000 a Létanne hi havia 12 explotacions agrícoles que ocupaven un total de 486 hectàrees.

## Poblacions més properes
El següent diagrama mostra les poblacions més properes.